# Manga Erotics F
Manga Erotics F (マンガ・エロティクス・エフ, Manga Erotikusu Efu) est un magazine de prépublication de mangas publié par Ohta Publishing. Créé le 1er janvier 2001, il paraît d'abord de manière mensuelle jusqu'en mai 2002, où il passe à un format bimensuel. Son dernier numéro, le no 88, paraît le 8 juillet 2014.